# زیتیه
زیتیه (به عربی: الزیتیة) یک روستا در سوریه است که در ناحیه قلعه المضیق واقع شده‌است. زیتیه ۳۰۵ نفر جمعیت دارد.